# دزوری میرو
دزوری میرو (به ارمنی: Ձորի Միրոն) (به روسی: Дзори Миро) فیلم درام حماسی و ۱۳۵ دقیقه‌ای به کارگردانی ژیرار آودیسیان و با بازی سوس سارگسیان محصول مشترک کشورهای ارمنستان-اتحاد شوروی ما بین سال‌های ۸۰–۱۹۷۹ است.
این فیلم بر اساس رمانی به همین نام نوشته موشق گالشویان ساخته شده‌است.

## خلاصه داستان
قهرمان فیلم «میرو» خانواده خویش را در طی نسل‌کشی ارمنی‌ها در سال ۱۹۱۵ در امپراتوری عثمانی از دست می‌دهد و به مبارزه علیه شبه نظامیان ترک می‌پردازد اما سپس میرو ناامیدانه به ارمنستان شوروی پناه می‌برد و در آنجا به دختری پناهجو به نام «ناره» دل می‌بندد و به تشکیل خانواده‌ای جدید با "ناره تمایل پیدا می‌کند و زندگی تازه‌ای را آغاز می‌نماید.

## بازیگران
- سوس سارگسیان در نقش «میرو»
- هوواک گالویان
- گقام هاروتیونیان
- مایرانوش گریگوریان در نقش «ناره»